# Épouvante sur New York
Pour plus de détails, voir Fiche technique et Distribution.
Épouvante sur New York ou Flic de choc (Q) est un film américain de Larry Cohen sorti en 1982.

## Synopsis
À Manhattan, plusieurs crimes atroces sont commis tandis qu'un énorme monstre volant reptilien est aperçu au-dessus de New York. Il ressemble d'ailleurs à Quetzalcóatl, un gigantesque serpent ailé...

## Fiche technique
- Titre français : Épouvante sur New York ou Flic de choc
- Titre original : Q: The Winged Serpent
- Réalisation : Larry Cohen
- Scénario : Larry Cohen
- Production : Samuel Z. Arkoff, Larry Cohen, Dick Di Bona, Salah M. Hassanein, Paul Kurta, Peter Sabiston et Don Sandburg
- Sociétés de production : Arkoff International et Larco Productions
- Musique : Robert O. Ragland
- Photographie : Robert Levi, Fred Murphy et Oliver Wood (prises de vues additionnelles)
- Montage : Armond Lebowitz
- Effets spéciaux : Aiko, Dave Allen, Randall William Cook, Roger Dicken, Dennis Gordon, Peter Kuran et Deed Rossiter
- Pays d'origine : États-Unis
- Lieu de tournage : New York, États-Unis
- Format : Couleurs - 1,85 : 1 - DTS / Dolby Digital - 35 mm
- Genre : Horreur/Thriller
- Durée : 93 minutes
- Dates de sortie en salles : 
  - États-Unis : 8 octobre 1982
  - France : 8 septembre 1982

## Distribution
- Michael Moriarty (VF : Michel Papineschi) : Jimmy Quinn
- David Carradine : Inspecteur Shepard
- Richard Roundtree : Sergent Powell
- Candy Clark : Joan
- James Dixon : Lieutenant Murray
- Malachy McCourt : Commissaire O'Connell
- Fred J. Scollay : Capitaine Fletcher
- Peter Hock : Inspecteur Clifford
- Ron Cey : Inspecteur Hoberman
- John Capodice : Doyle
- Tony Page : Webb
- Mary Louise Weller : Mme Pauley

## Bande Originale
1. Q: Main Title
2. Filet of Human Soul
3. Blood Drops From The Sky
4. Jewelry Heist
5. Chrysler Building
6. Womb At The Top
7. Corpse In The Rafters
8. He Crawls, He Flies
9. The Winged Serpent (1982)
10. Crunch, Crunch
11. Joan Learns The Ugly Truth
12. A Bird's Eye View - Manhattan
13. Shep's Report Dumped
14. Troops Prepare - Giant Omelette
15. Prime Suspect
16. Ritual In The Warehouse
17. Big Bird's Last Stand
18. Witchdoctor's Revenge
19. Another Stab At It
20. Chicken Or the Egg
21. Q: End Title
22. Dancing Too Close To The Flame (Vocal)